# Philomena Schwab
Pour les articles homonymes, voir Schwab.
Philomena Schwab, née le 28 novembre 1989 à Zurich, est une conceptrice de jeux vidéo suisse, cofondatrice du Stray Fawn Studio. Elle siège aux conseils d'administration de la Swiss Game Developers Association et du Swiss Game Hub.

## Biographie
Philomena Schwab, de son nom complet Philomena Naomi Om-Chanti Cosma Ruben Rahel Anastasia Schwab, grandit dans le quartier de Schwamendingen, à Zurich.
En 2016, elle fonde avec Micha Stettler, le studio de jeux indépendant Stray Fawn Studio, à Zurich. La même année, elle conçoit et publie le jeu informatique de survie Niche - a genetics survival, qui se vend à plus de 200 000 exemplaires. Passionnée par la biologie, Philomena Schwab s'inspire de ce thème pour ce premier jeu, dans lequel le joueur doit assurer la survie de créatures fantastiques.
En 2017, elle termine un master en Game Design, à l'Université des Arts de Zurich (ZHdK). Elle reçoit également le titre honorifique de « Companion ZHdK » et le magazine économique américain Forbes l'inclut parmi « Les Trente personnalités de moins de trente ans », actives dans le domaine de la technologie européenne.
En août 2019, elle reçoit le Hero Award au salon des jeux Gamescom, organisé à Cologne,.
Elle est membre des conseils d'administration de la Swiss Game Developers Association et du Swiss Game Hub.

## Stray Fawn Studio
Le Stray Fawn Studio compte douze employés et se concentre principalement sur le développement de deux jeux PC : Niche - A genetics survival et Nimbatus - The Space Drone Constructor. Ces deux projets sont axés sur la génération de mondes procéduraux et la liberté de création du joueur, qui peut créer ses propres espèces animales et concevoir ses propres drones. Le 10 mars 2023, Stray Fawn Studio commence une nouvelle activité dans l'édition de jeux vidéo avec le jeu Earth of Oryn.

## Projets
Philomena Schwab prévoit de développer le jeu Niche - A genetics survival pour les consoles Nintendo Switch, PlayStation et XBox, ainsi qu'une version mobile,. 

## Travaux
- 2014 : Elarooh
- 2016 : Niche - a genetics survival game
- 2018 : Nimbatus - Le constructeur de drones spatiaux
- 2022 : The Wandering Village